# Ivo Filipović Grčić
Ivo Filipović Grčić (Sinj, 20. srpnja 1937. – 11. srpnja 1983.), hrvatski je likovni umjetnik, kipar i slikar.

## Životopis
Rodio se je u Sinju 20. srpnja 1937. godine.
Školu primijenjene umjetnosti je završio 1960. godine u Splitu, a likovni odjel pedagoške akademija u Sarajevu 1970. godine. U članstvo HDLU (Hrvatskog društva likovnih umjetnika) primljen je 1979. godine. Dobitnik je i diplome Centra za onkologiju i radioterapiju KBC Split, gdje je 1982. godine imao samostalnu izložbu. Do smrti je djelovao kao nastavnik likovne kulture u O.Š. Frane Masnić sada škola Ivana Lovrića). Svoje slobodno vrijeme provodio je u ateljeu baveći se kiparstvom i i slikarstvom. Ispod njegove umjetničke kute iznikli su značajni sinjski umjetnici, koji svojim radovima obogaćuju Dane Alke i Velike Gospe. Izvor za svoj rad crpi u viteško-sinjskoj Cetinskoj krajini čiji je zaljubljenik. Tu se rađaju motivi za njegove slike i skulpture. Tradicija mu je svetinja, literatura priroda Zagore. Tragao je za folklornim izvorom i tradicionalnim životom cetinskog podneblja koji su mu bili nadahnuće za umjetnički rad.
Radio je u keramici, pečenoj glini, kolažu enkaustici, koja mu je posebno odgovarala za postizanje kolorističkih efekata. Bio je u stalnoj potrazi za sredstvima izražavanja u novim tehnikama.
Kipar i slikar Ivo Filipović Grčić klonio se pomodarstva i dekorativnosti. Važnije mu je bilo otkriti ljudsku stvarnost izniklu u folkloru kraja ljepoti Cetini te njenih ljudi snažnog tijela i duha. Tako je oslikao sve što mu je bilo nadohvat ruke u zavičaju, utkao svoj talent čovjeka sličnog ljudima koje je prikazivao bez patetike. Njegove skulpture nose u sebi tragiku života ljudi cetinskog kraja, surovost prirodne sredine kroz povijest i borbu s prirodom i ljudima za materijalni opstanak. Tu je upotrijebio snažnu ruku epskog umjetnika, a ta epika obilježila je njegov vrsni epski stil.
Među djelima posvećenima otporu tuđina našla su se i djela antifašističke tematike kao simbol hrvatske naravi da ne podnosi tuđu čizmu. Tim svojim umjetničkim djelima ostavlja monument prošlog i opomenu budućim vremenima.

Za spomenik palim Sinjanima izrađen 1978. godine od dur-aluminija Frano Gotovac je napisao:" To nije Dušan Džamonja, to je čisti originalni i nepatvoreni proizvod posebna kreativna nerva sinjskog kipara Ive Filipovića Grčića... to je zanimljiv raspon od čista modernizma do narativnog simbolizma. Taj spomenik palim Sinjanima predstavlja malu revoluciju u skulpturnom pristupu u krajini u kojoj se ne može na prečac očekivati u primanju modernizma - spomenik od aluminija, što je od posebnog značenja u širim (svjetskim) relacijama. Šibenski TLM blagonaklono mu svojom izradom pridonosi avangardnoj ideji.

Druga pak u pristupu dijametralna skulpturna kompozicija je spomen fontana "Alka" u Velikom parku. Tri kršne figure igraju snažno meštrovićanski, svoju karijadinu ulogu u nošenju golema obruča alke... brončane noge junaka stoje na stubastom postolju koje nije od kamena (kako je zamislio umjetnik), nego od vulgarnih materijala današnjice. Međutim to ne umanjuje ingenioznu igru vode koja se iz vodoskoka u središtu kompozicije prolijeva iz užeg obruča alke da bi tekla dalje kaskadno u niži rondo

## Popis realiziranih djela
1. 1958. god. bista maršala Tita u Skupštini općine Sinj
2. 1963. god. bista Frane Masnića u istoimenoj školi
3. 1970. god. poklon – skulptura ratnik u spomen domu u Kumrovcu
4. 1972. god. spomenik „Poruka čovjeku“, reljef bronca
5. 1972. god. spomenik „mučilište Ređija“
6. 1973. god. likovna i arhitektonska dopuna spomenika u Hrvacama
7. 1974. god. spomen palim borcima u Krušvaru.
8. 1975. god. spomenik narodnom heroju Marku Milanoviću
9. 1976. god. spomenik palim borcima u Dicmu
10. 1976. god. bista Zlate Šegvić u Splitu, bronca
11. 1978. god. spomenik palim Sinjanima u Sinju
12. 1978. god. bista Kaje Gizdića u Klisu, bronca
13. 1981. god spomenik palim borcima u Poljicima.